# زمین‌لرزه ۱۹۶۷ تایوان
زمین‌لرزه تایوان در تاریخ ۲۵ اکتبر ۱۹۶۷ میلادی، برابر با ‎۳ آبان ۱۳۴۶، ساعت ۰:۵۹:۲۴ به زمان یوتی‌سی در تایوان رخ داد. ژرفای این زلزله ۶۷٫۲ کیلومتر بود. بزرگی آن ۷ در مقیاس mB اعلام شده‌است. زمین‌لرزه به وقت محلی در روز چهارشنبه، ساعت ۸ روی داده و منطقه زمانی آن یوتی‌سی +۸ بوده‌است.
سازمان زمین‌شناسی آمریکا نیز جای این زمین‌لرزه را در مختصات ۲۴°۳۰′شمالی ۱۲۲°۱۲′شرقی / ۲۴٫۵°شمالی ۱۲۲٫۲°شرقی و بزرگی آنرا برابر با ۷ در مقیاس ریشتر اعلام کرده‌است. ژرفای گزارش شده از سوی این سازمان ۶۵ کیلومتر می‌باشد.
شمار کشتگان زلزله حدود ۲ نفر بوده‌است. تعداد زخمیان ۳ نفر برآورده شده‌است.